# 魏元烺
魏元烺（1779年—1854年），字實夫，號麗泉，直隸永平府昌黎縣（今河北）人，清朝政治人物，進士出身。

## 生平
嘉慶五年（1800年）舉人，嘉慶十三年（1808年）戊辰科進士。選庶吉士，嘉慶十四年（1809年）改山東肥城知縣，同年轉任山西洪洞知縣，嘉慶二十年（1815年）官太平縣知縣。歷升平定直隸州知州、雲南府知府、迆南道，四川、江西、福建按察使，廣東、福建布政使。道光十一年（1831年）升福建巡撫，署閩浙總督。道光十九年（1839年）回京任大理寺卿，歷任兵部、刑部侍郎，升禮部尚書，官至兵部尚書。咸豐四年（1854年）卒於任內。諡勤恪。

## 家族
兄魏元煜，字升之，號愛軒，官至漕運總督